# Новоивановка (Азербайджан)

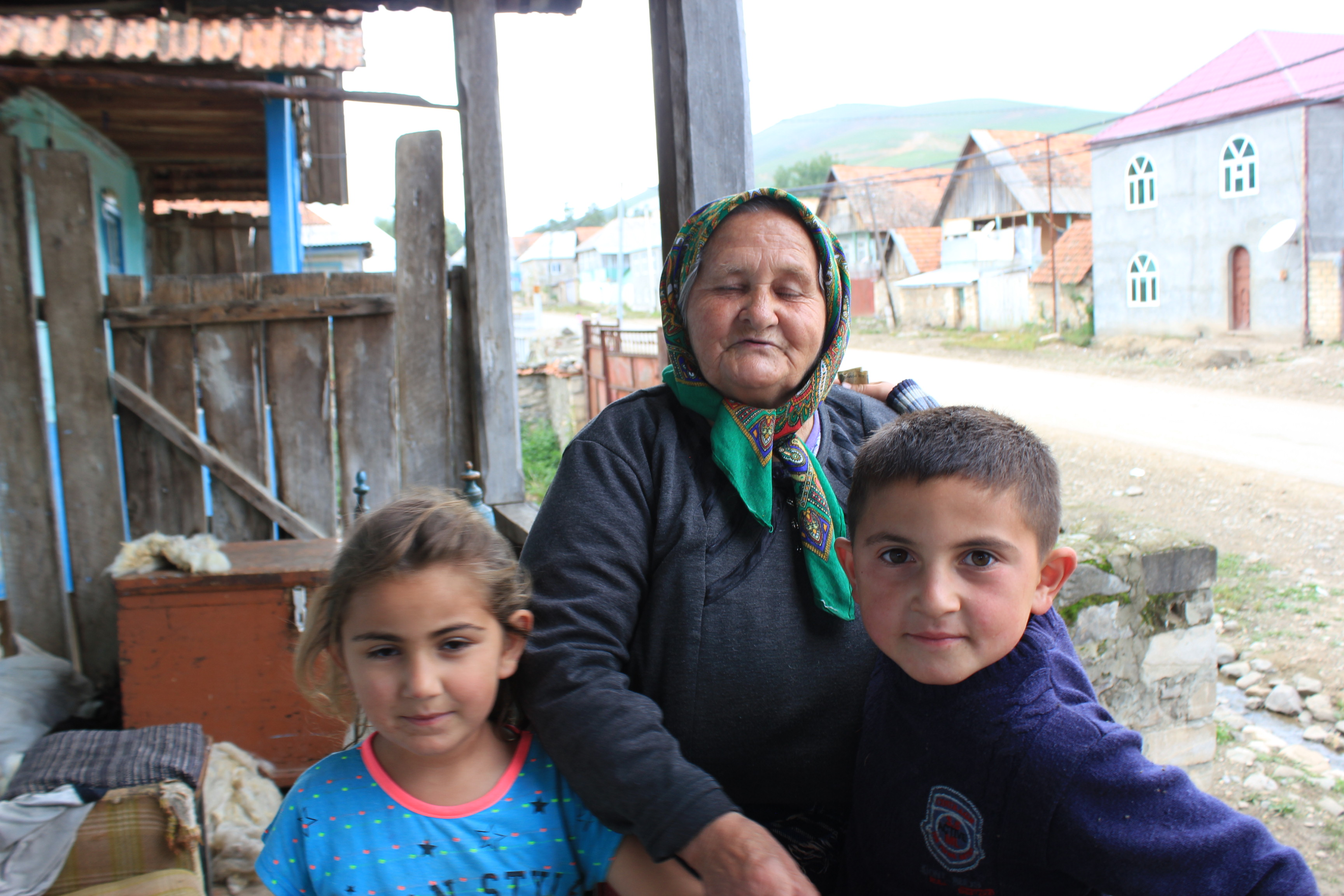
Молоканка села Новоивановка

Новоивановка — деревня в Кедабекском районе Азербайджана, центр Новоивановского сельского муниципалитета.
Новоивановка расположена на глубине Малого Кавказа на высоте 1400—1500 метров над уровнем моря. Она занимает днище межгорной котловины, и её главная улица вытянулась вдоль левого берега реки Баджанки, стекающей с Шахдагского хребта. Горы возвышаются до 2901 метра над уровнем моря.
Новоивановка — старейшее и крупнейшее из молоканских сел на территории Азербайджана. Жители села до наших дней сохранили свои обычаи и традиции.

## История
Новоивановка основана в 1854 году русскими сектантами — молоканами. Впервые на эту землю, гонимые царской администрацией за религиозное «отступничество» в 1834 году ступило одиннадцать семей во главе с Иваном Першиным. Сперва они начали жить на Гафтаранской долине на берегу.
(По материалам книги «Русские старожилы Азербайджана» АНССР 1990 г.)
Судя по надписи на сохранившемся могильном камне на сельском кладбище, первым поселился в этом месте в 1852 г. Григорий Никифорович Иванов.
Среди других старожильческих русских селений Азербайджана Новоивановка выделяется уникальной историей своего основания и формирования первоначального населения. Образование Новоивановки тесно связано с историей расположенной в 7 км ниже по течению Баджанки Новосаратовки, возникшей, по воспоминаниям о надписи на ныне разрушившемся могильном камне первопоселенцу Батаеву, ещё раньше в 1837 г. В 1840—1850-е гг. Новосаратовка продолжала притягивать переселенцев из России, особенно из Балашевского уезда. Многие из них, будучи крепостными или попав под рекрутский набор, не имели права на официально разрешенный выезда в Закавказье и поэтому жили на положении беглых и дезертиров. Обычно такие люди меняли фамилии; некоторым новосаратовцы смогли выправить новые документы или приписать их к своей крестьянской общине. Но значительная часть переселенцев, прожив несколько лет в Новосаратовке на положении у богатых хозяев перешла в горы и в соседних лесных урочищах Баглыджа и Аккилиса основала самостоятельные поселения. От последовавшего вскоре слияния этих маленьких поселков и образовалась Новоивановка, которую в первые годы из-за имевших место столкновений с жившими в этих горах отдельными дворами азербайджанцами «айрумами», окружили крепкой бревенчатой стеной. По преданию, первыми в Новоивановке поселились 12 семей молокан Балашевского уезда Саратовской губернии; документально отмечено, что в 1848 г. здесь было уже 79 хозяйств (736 человек) и ещё 95 хозяйств получили в тот год разрешение на поселение. В конце 1850-х гг. в Новоивановку переехало 9 хозяйств из села Топчи Шемахинской губернии. Эта местность из-за обилия земель и хороших природно-климатических условий приобрела известность среди русских переселенцев. Считалось, например, что новоивановские земли лучше по сравнению с другими русскими селениями, во всем Елисаветпольском уезде. Но в конце 1850-х годов о Новоивановке стало известно и властям края: с 1858 г. здесь была работала специальная правительственная комиссия, наказавшая изготовителей фальшивых документов. Основную же массу новоивановцев помиловали и приписали к крестьянскому сословию. В 1861 году существование села было узаконено, с передачей ему занятых и освоенных земель.
Из газеты «Кавказ» за 1890 г. С.40-43: «Сел. Ново-Ивановка, Елисаветпольского уезда. Селение это основано в 1854 году поселянами, прибывшими в числе 9 дворов из сел. Джабаны Шемахинского уезда. К ним в 1856 году присоединились 19 дворов вольноотпущенников помещика Рюмина из села Росташева, Балашевского уезда, Саратовской губернии, и 3 семейства из села Ново-Саратовки. В этом селении нашли также место и некоторые бродяги, бежавшие в 1857, 1858 и 1859 гг. от крепостной зависимости. Из Ново-Ивановки выселились: в 1879 году 9 дворов в Владикавказ и в 1880 г. 3 двора в Карсскую область.»
Во результате межнациональных столкновений в 1918-1919год, в том числе русско-азербайджанских, азербайджанские войска осадили русское село Новосаратовку. К последним на помощь пришли жители Новоивановки и армяне с близлежащих деревень. Общими усилиями удалось выстоять. Однако эти события, вкупе с недовольством земельной политикой при которой земли русских селений резались в пользу новосозданных азербайджанских сел,  вынудили в 1920 году десятки русских семей переселиться в другие места. Часть русских ушла на Северный Кавказ; Другая часть, вместе с русскими переселенцами из Новосаратовки, обосновались в предгорьях Кавказа в бывшем армянском селе Беюк Сеюдлю. Коренные жители последнего почти полностью погибли во время армяно-азербайджанских столкновений 1918-1919гг.

## Достопримечательности
Неподалеку от Новоивановки расположена местная достопримечательность — «Белая церковь», оригинальное название которой — «Аг килься». Возраст постройки — более 1600 лет. Исторически она относится к строениям четвёртого века нашей эры. Свое упомянутое название исторически произошло от светлого цвета собственных стен.
В Новоивановке имеется музей русской культуры.